# Грискур
Гриску́р (фр. Griscourt) — коммуна во французском департаменте Мёрт и Мозель региона Лотарингия. Относится к  кантону Домевр-ан-Э.	

## География

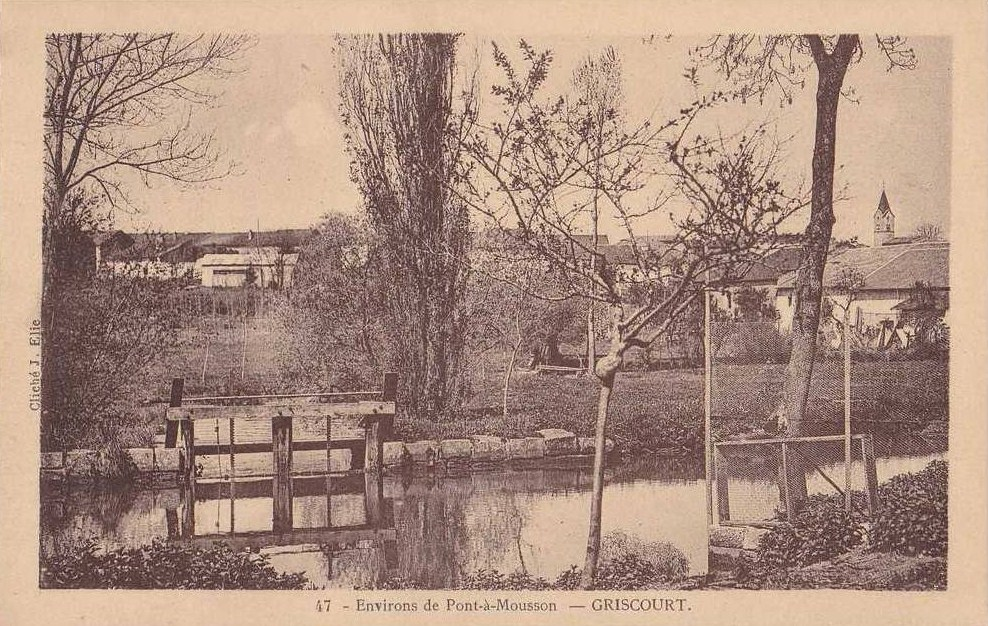
Грискур на почтовой открытке начала XX века. (Окрестности Понт-а-Муссона).

Грискур	расположен в 20 км к северо-западу от Нанси. Соседние коммуны: Дьелуар на востоке, Виллер-ан-Э на юге, Рожевиль на юго-западе, Жезонкур и Мартенкур на западе.

## История
- На территории коммуны находятся следы галло-романской культуры.
- Грискур был сожжён в 1944 году в конце Второй мировой войны.

## Демография
Население коммуны на 2010 год составляло 123 человека.
| 1962 | 1968 | 1975 | 1982 | 1990 | 1999 | 2010 |
| ---- | ---- | ---- | ---- | ---- | ---- | ---- |
| 123  | 112  | 96   | 99   | 102  | 119  | 123  |

## Достопримечательности
- Церковь Сен-Мартен XIX века.